# Rock 'n' Roll Star
Rock 'n' Roll Star è un brano della band inglese Oasis, estratto come singolo nel 1995 dall'album Definitely Maybe, pubblicato il 30 agosto 1994.
La canzone, che apre il disco d'esordio della band, è un punto fisso dei concerti degli Oasis. La si può ascoltare dal vivo anche nell'album live Familiar to Millions del 2000. Nel 2006 è stata inserita in Stop the Clocks, il primo greatest hits degli Oasis.
Il brano fa parte della colonna sonora del videogioco musicale Rock Band.

## Video musicale
Il video musicale è ambientato a Southend-on-Sea, in Essex, e mostra l'esibizione della band al Cliffs Pavilion Centre del 17 aprile 1995. Le immagini sono tratte dall'esibizione della band presente nella registrazione Live by the Sea.
Nel video si vede il gruppo girare con delle telecamere in mano in un parco divertimenti, "Adventure Island" (ai tempi chiamato "Peter Pan's Playground"), e nel bowling del Southend Pier, che sarebbe stato demolito qualche giorno dopo la fine delle riprese del video.

## Tracce
1. Rock 'n' Roll Star
2. Shakermaker
3. Fade Away
4. Cigarettes & Alcohol

## Formazione
- Liam Gallagher – voce, tamburello
- Noel Gallagher – chitarra solista, cori
- Paul "Bonehead" Arthurs – chitarra ritmica
- Paul "Guigsy" McGuigan – basso
- Tony McCarroll – batteria

## Classifiche
| Classifica (1995)         | Posizione massima |
| ------------------------- | ----------------- |
| Stati Uniti (alternative) | 36                |